# 比弗河 (宾夕法尼亚州)
比弗河（英語：Beaver River）是俄亥俄河的一条支流，位于美国宾夕法尼亚州西部，长约34公里。 它流經匹茲堡以北歷史上重要的產煤區，所以它的通航对匹兹堡以北地区的煤炭生产有着重要历史意义。 比弗河在勞倫斯縣由紐卡斯爾馬霍寧鎮 (Mahoningtown) 附近的馬霍寧河和謝南戈河匯合而成。它向南流動，經過西匹茲堡和霍姆伍德 (Homewood)。 它在埃爾伍德市 (Elwood City) 以西接收 Connoquenessing Creek，流經 比弗福爾斯 (Beaver Falls) 和 New Brighton。 它在匹茲堡西北（和下游）約 20 英里（32 公里）的俄亥俄河急轉彎的一端，即比弗和羅徹斯特之問與俄亥俄河匯合。 在俄亥俄河附近的下游，比弗河穿過下面的砂岩峽谷。 這條河與俄亥俄州的邊界大致平行，376 號州際公路和賓夕法尼亞州 18 號公路與河流也是平行。
這條流經比佛縣 (Beaver County) 北半部的河流與該縣以及勞倫斯縣的幾個地方同名。 這條河可能是以1740 年代後期遷移到該地區的特拉華州的海狸王 (Tamaqua) 命名，或者是以動物本身命名。直到 1849 年勞倫斯縣從比弗縣和默瑟縣 (Mercer County) 的部分地區劃分出來之前，這條河完全位於比弗縣，1800 年至 1849 年，其上游終點位於海狸縣和默瑟縣之間的邊界。